# Albalate de Cinca
Albalate de Cinca è un comune spagnolo di 1 249 abitanti situato nella comunità autonoma dell'Aragona.

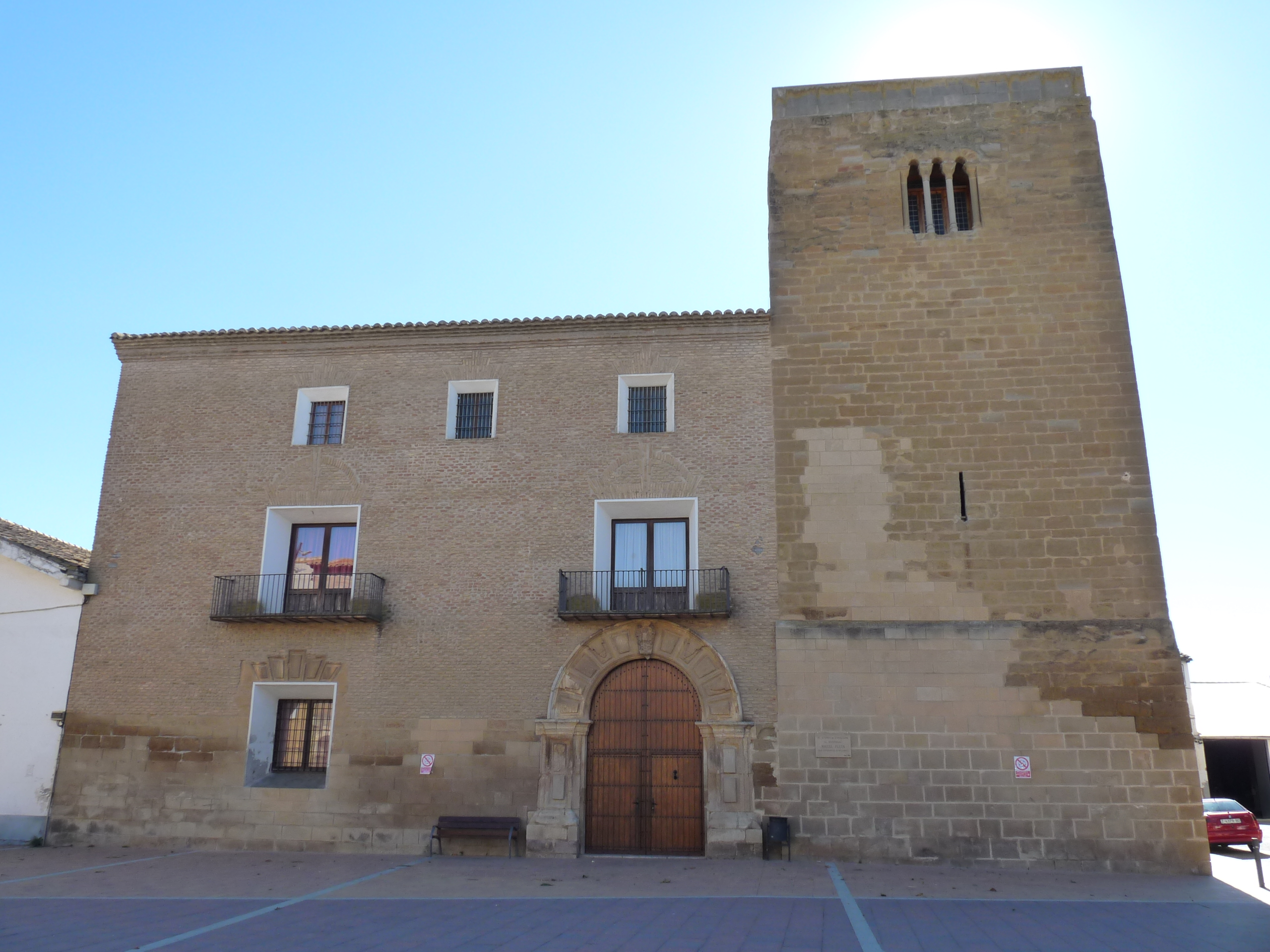
Palazzo dei duchi di Solferino